# Haley Joel Osment
Haley Joel Osment, född 10 april 1988 i Los Angeles i Kalifornien, är en amerikansk skådespelare som slog igenom i filmen Sjätte sinnet, en rollprestation som han Oscarsnominerades för. Dessförinnan hade han bland annat gjort reklamfilmer samt spelat Forrest Gump Jr. i filmen Forrest Gump.
Han har även spelat huvudroller i filmer som Skicka vidare och A.I. – Artificiell Intelligens. Under senare år har han gjort många röstroller, bland annat till Sora i Kingdom Hearts-spelen, och har år 2008 medverkat i filmen Home of the Giants.
Han är bror till skådespelerskan Emily Osment.
År 2006 dömdes Osment för rattfylleri och narkotikabrott (marijuana) efter att han hade krockat med en brevlåda och ådragit sig skador som omfattade ett brutet revben, höger skulderblad var brutet, flera skärsår och skrubbsår. Domen blev tre års skyddstillsyn, 60 timmars alkoholrehabilitering och utbildning, 1500 dollar i böter och ett minimikrav att gå på 25 möten hos Anonyma Alkoholister under en halvårsperiod. År 2008 studerade han i New York, på New York University's Tisch School of the Arts, där han även gjorde scendebut i American Buffalo på Broadway.

## Filmografi (urval)
- 1994 - Forrest Gump (Forrest Gump Jr.)
- 1996 - Bogus (Bogus)
- 1999 - I'll Remember April (Peewee)
- 1999 - Sjätte sinnet (Cole Sear)
- 2000 - Skicka vidare (Trevor McKinney)
- 2001 - A.I. - Artificiell Intelligens (David)
- 2001 - Edges of the Lord (Romek)
- 2002 - Ringaren i Notre Dame II (Zephyr) (röst)
- 2002 - Country Bears (Beary Barrington) (röst)
- 2003 - Afrikas hemligheter (Walter)
- 2003 - Djungelboken 2 (Mowgli) (röst)
- 2007 - Home of the Giants (Robert "Gar" Gartland)
- 2010 - Montana Amazon (Womple)
- 2014 - Tusk (Teddy Craft)
- 2015 - Entourage (Travis McCredle)
- 2015 - Yoga Hosers (Adrien Arcand)
- 2024 – Blink Twice